# Nubhetepti-khered

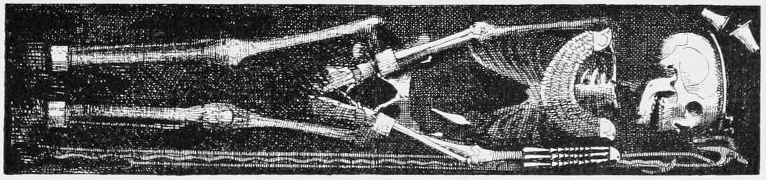
Bộ xương của Nubhetepti-khered, được vẽ bởi Georges Legrain.

Nubhetepti-khered là con gái của một vị vua Ai Cập cổ đại của triều đại thứ mười ba. Về cơ bản, bà chỉ được biết đến từ nơi chôn cất không bị xáo trộn của mình tại Dahshur, được phát hiện vào năm 1894 bởi Jacques de Morgan, gần với kim tự tháp Amenemhat III.
Vị trí an táng của bà được tìm thấy ở cuối hành lang dài. Nó bao gồm hai buồng, cái này nằm trên cái kia. Khoang dưới chứa quan tài và rương tán của công chúa. Trong khoang trên được đặt một số hàng hóa chôn cất.
Thi thể của Nub hetepti -khered được đặt trong một quan tài bằng gỗ, được trang trí bằng lá vàng khắc. Trong quan tài đã được tìm thấy phần còn lại của một cỗ quan tài được mạ vàng bên trong. Cơ thể của Nubhetepti-khered được trang trí với một cổ áo rộng và với vòng tay và vòng chân. Bên cạnh thi thể được tìm thấy một số phù hiệu hoàng gia, chẳng hạn như một con sáo và một vương trượng. Chiếc rương bằng gỗ cũng được tô điểm bằng lá vàng và chứa bốn bình canopic làm bằng thạch cao.
Trong buồng phía trên buồng chôn cất có thể tìm thấy một số tàu gốm. Có một hộp với lọ thuốc mỡ và hộp thứ hai dài với phù hiệu hoàng gia. Nubhetepti-khered cho đến nay vẫn chưa được biết đến bên ngoài nơi chôn cất của bà. Bà rất có thể liên quan đến vua Hor, người được chôn cất bên cạnh bà. Mặt khác, Miroslav Verner tin rằng bà là con gái của Amenemhat III của Triều đại thứ mười hai trước đó, là chủ sở hữu ban đầu của toàn bộ tổ hợp hầm mộ.
Kể từ khi phần khered của tên có nghĩa là trẻ em, có thể là mẹ của bà đã gọi Nubhetepti, và thực sự có một Vợ Hoàng gia Vĩ dại từ giai đoạn này, người được gọi là Nubhetepti trên một vài scarab.

## Hình ảnh

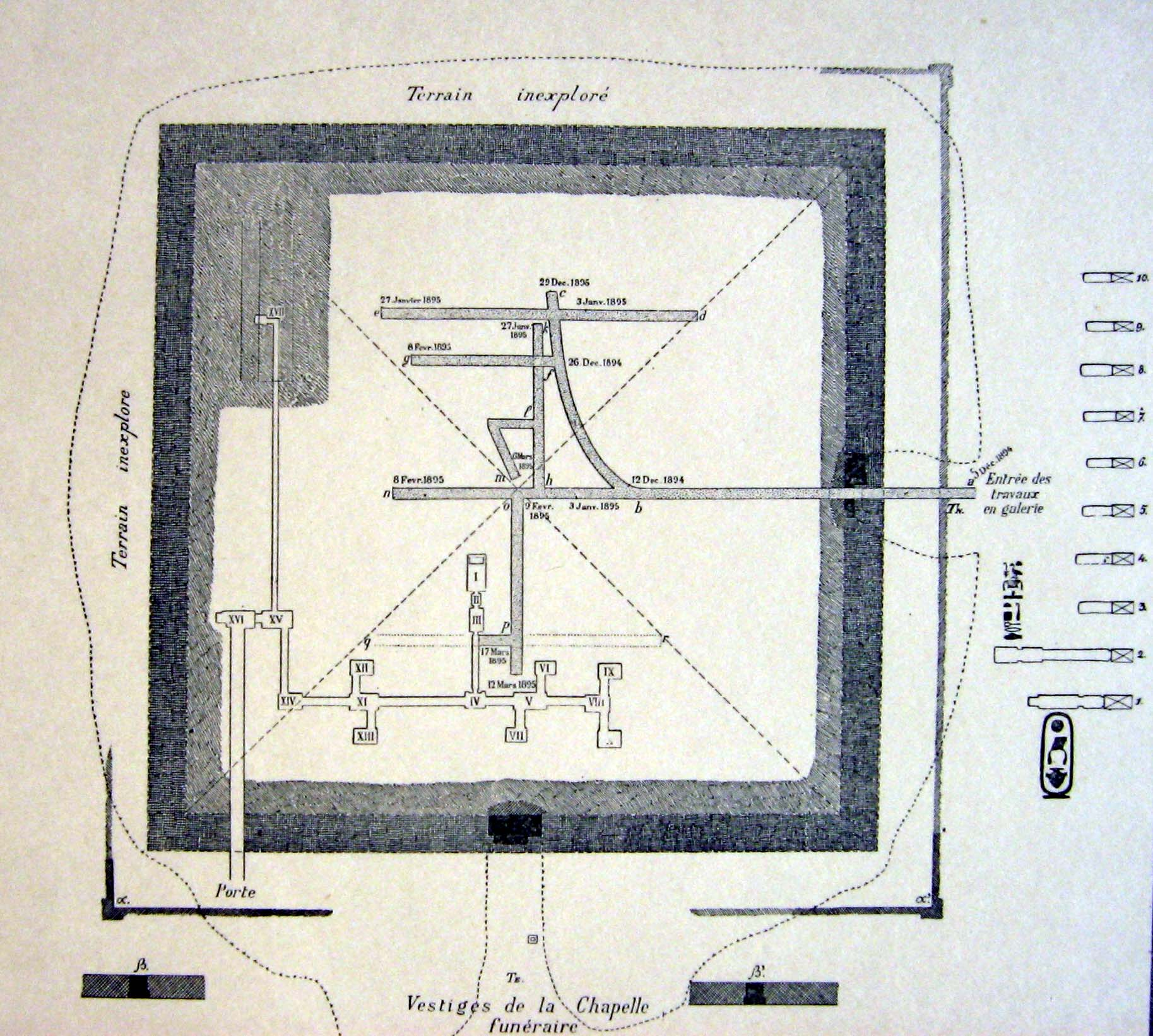
Quần thể kim tự tháp Amenemhat III; ngôi mộ của Nubhetepti-khered nằm bên phải
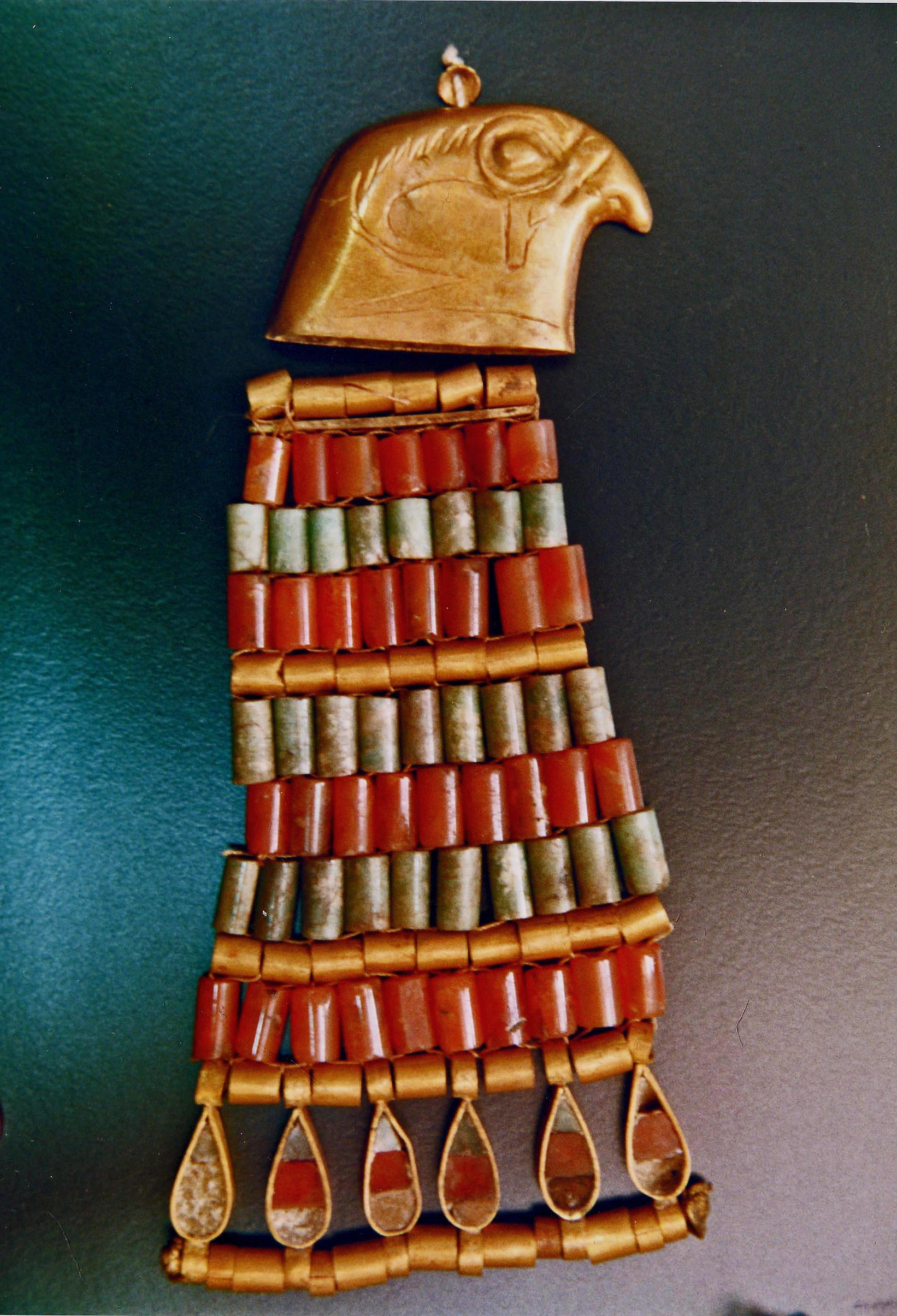
một mảnh từ cổ áo rộng
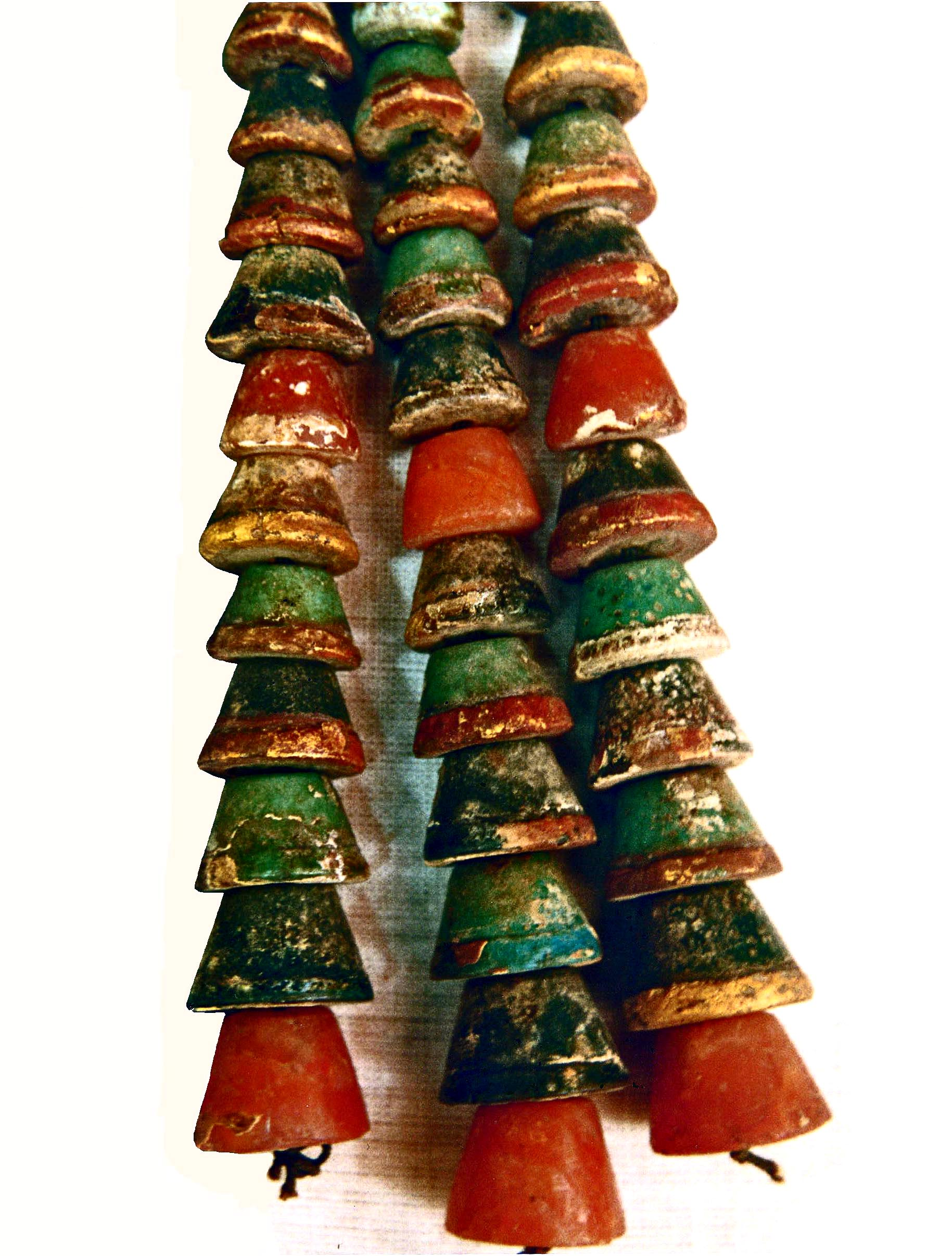
flail
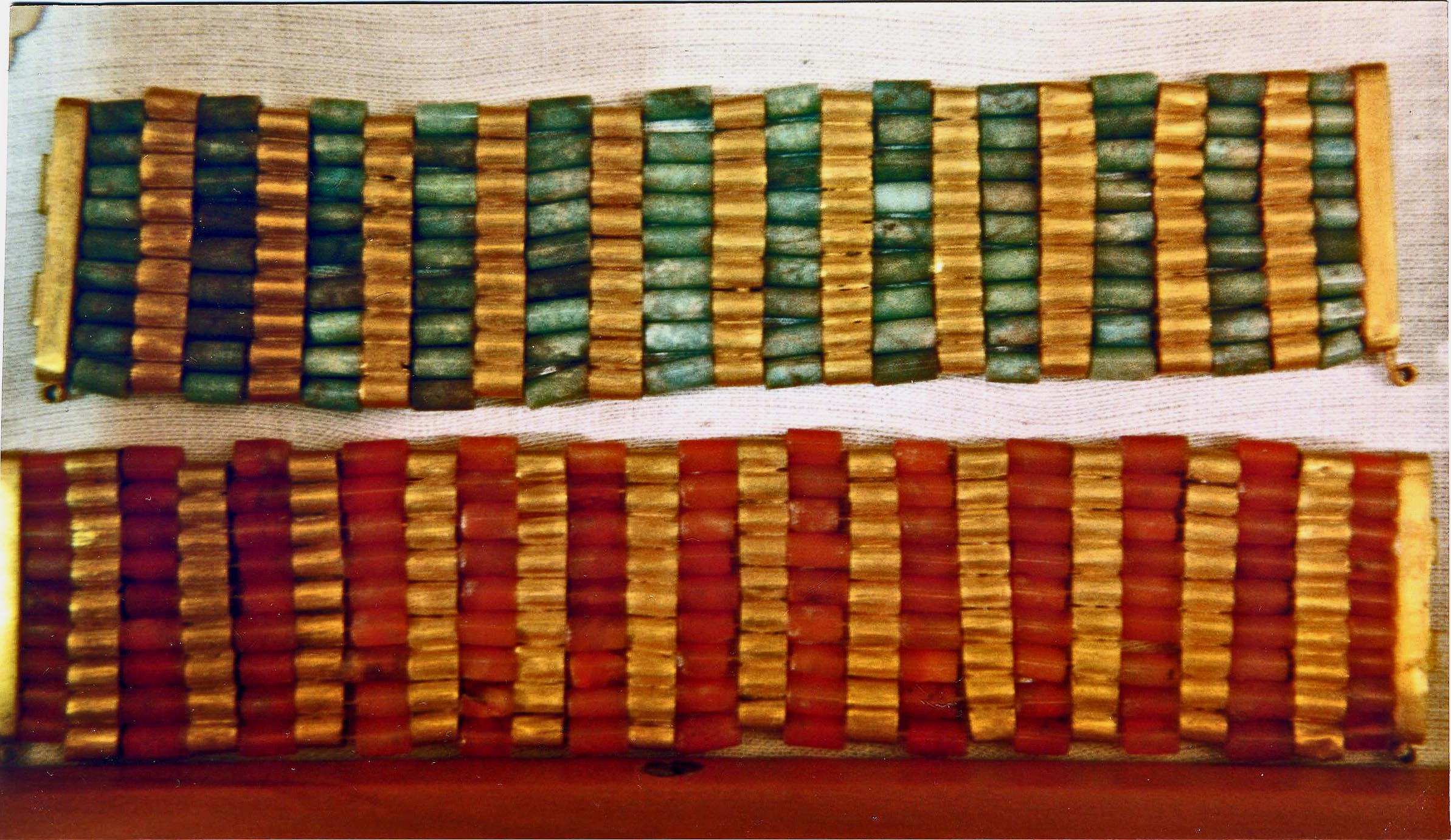
vòng tay
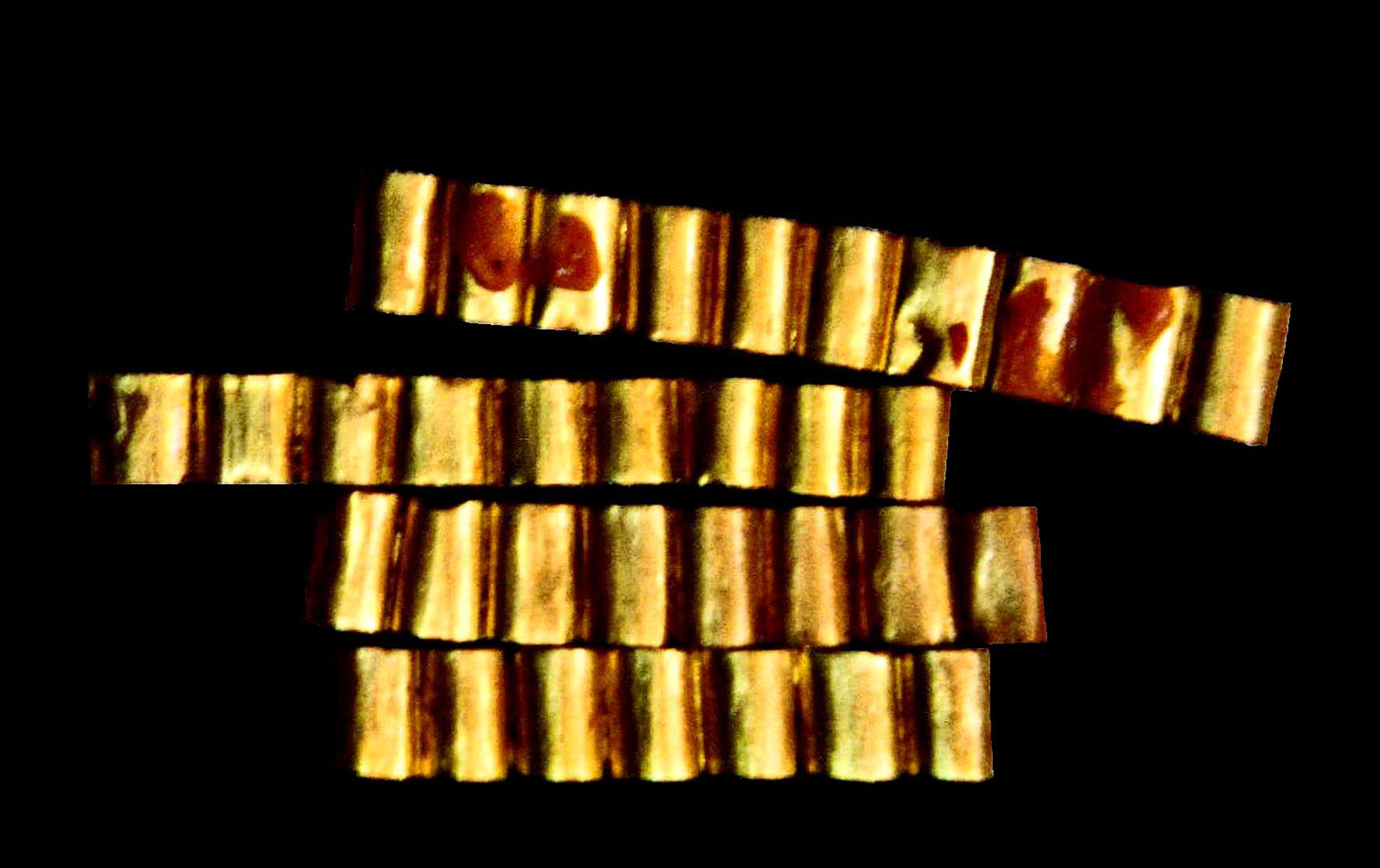
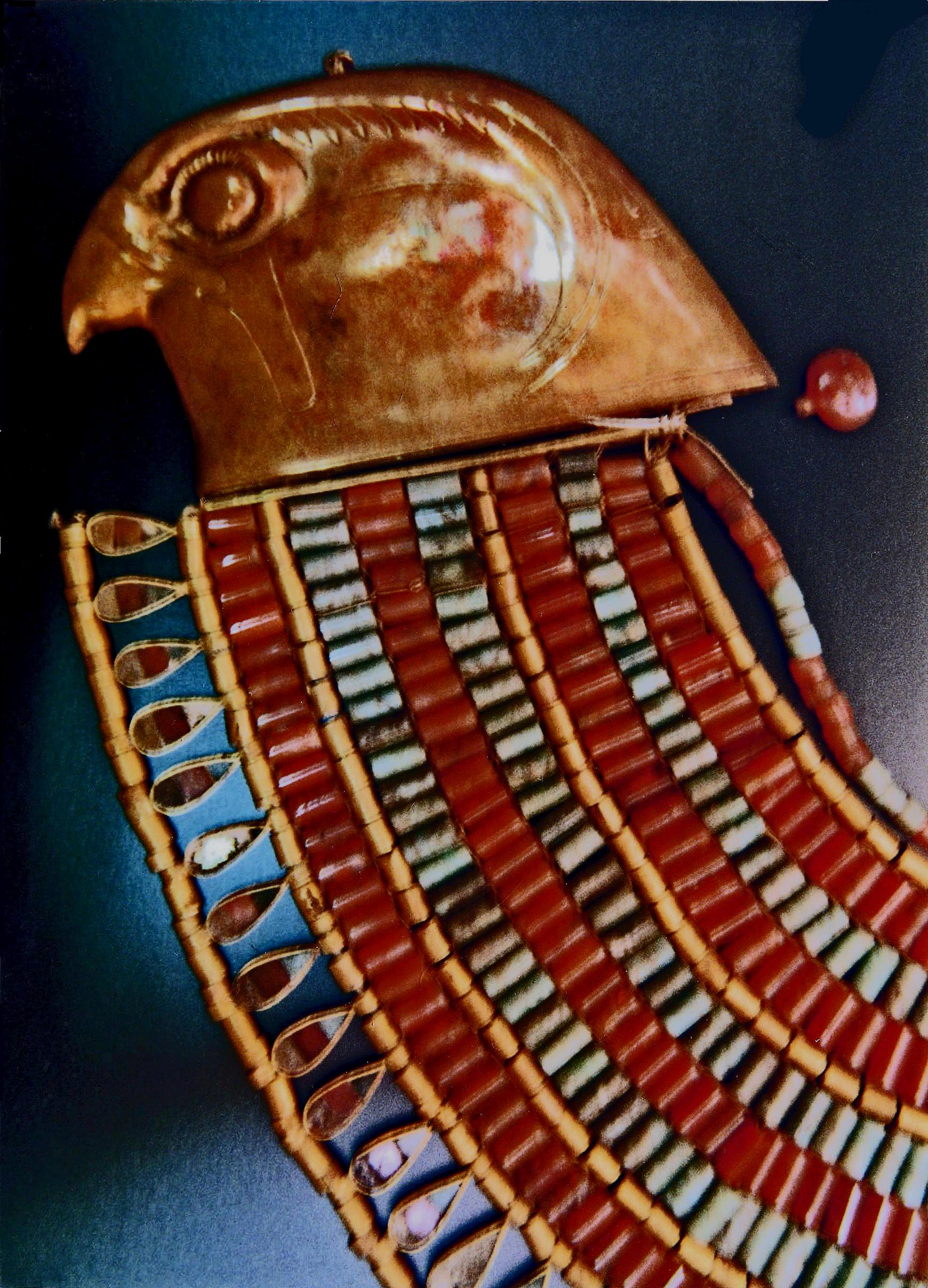
cổ áo rộng

## Văn chương
1. ↑  Jacques de Morgan: Fouilles a Dahchour, Mars-Jiun 1894. Vienna 1895, pp. 107–115.
2. 1 2  Bản mẫu:Dodson
3. ↑  Verner, Miroslav. The Pyramids: The Mystery, Culture, and Science of Egypt's Great Monuments. Grove Press. 2001 (1997). ISBN 0-8021-3935-3, p.